# Wilton Lockwood
Wilton Lockwood (12 de septiembre de 1861 en Wilton, Connecticut - 21 de marzo de 1914 a los 52 años) fue un pintor estadounidense.

## Datos biográficos
Nacido en Wilton, Connecticut, el 12 de septiembre de 1861, hijo de John L. y Emily Middlebrook Lockwood.
Fue pupilo y asistente de John LaFarge, y también estudió en París, se convirtió en un conocido retratista y pintor de flores . Miembro de la Sociedad de Artistas Americanos (1898), y de la Sociedad Copley, de Boston, y asociado de la National Academy of Design, en Nueva York. Pintó retratos del presidente Grover Cleveland, John LaFarge y del juez Oliver Wendell Holmes, Jr.
Falleció el viernes 21 de marzo de 1914 en el Hospital Deaconess de Brookline, Massachusetts.

## Obras
Entre las mejores y más conocidas obras de Wilton Lockwood se incluyen las siguientes:
- retratos:

- el presidente Grover Cleveland ,  (enlace roto disponible en Internet Archive; véase el historial, la primera versión y la última).
- John LaFarge , 1897,  (enlace roto disponible en Internet Archive; véase el historial, la primera versión y la última).
- el juez Oliver Wendell Holmes, Jr.
-el violinista Otto Roth,  (enlace roto disponible en Internet Archive; véase el historial, la primera versión y la última).
-la señora Sweetser,   (enlace roto disponible en Internet Archive; véase el historial, la primera versión y la última).
-Alexander Johnston Cassatt, presidente de la Pennsylvania Railroad ,  (enlace roto disponible en Internet Archive; véase el historial, la primera versión y la última).
-Franck Seabury  (enlace roto disponible en Internet Archive; véase el historial, la primera versión y la última).

## Galería de imágenes

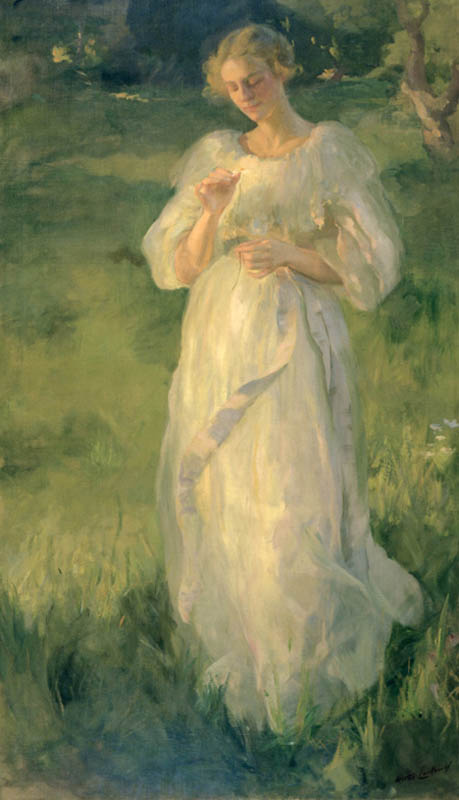
He Loves Me, He Loves Me Not , óleo sobre lienzo
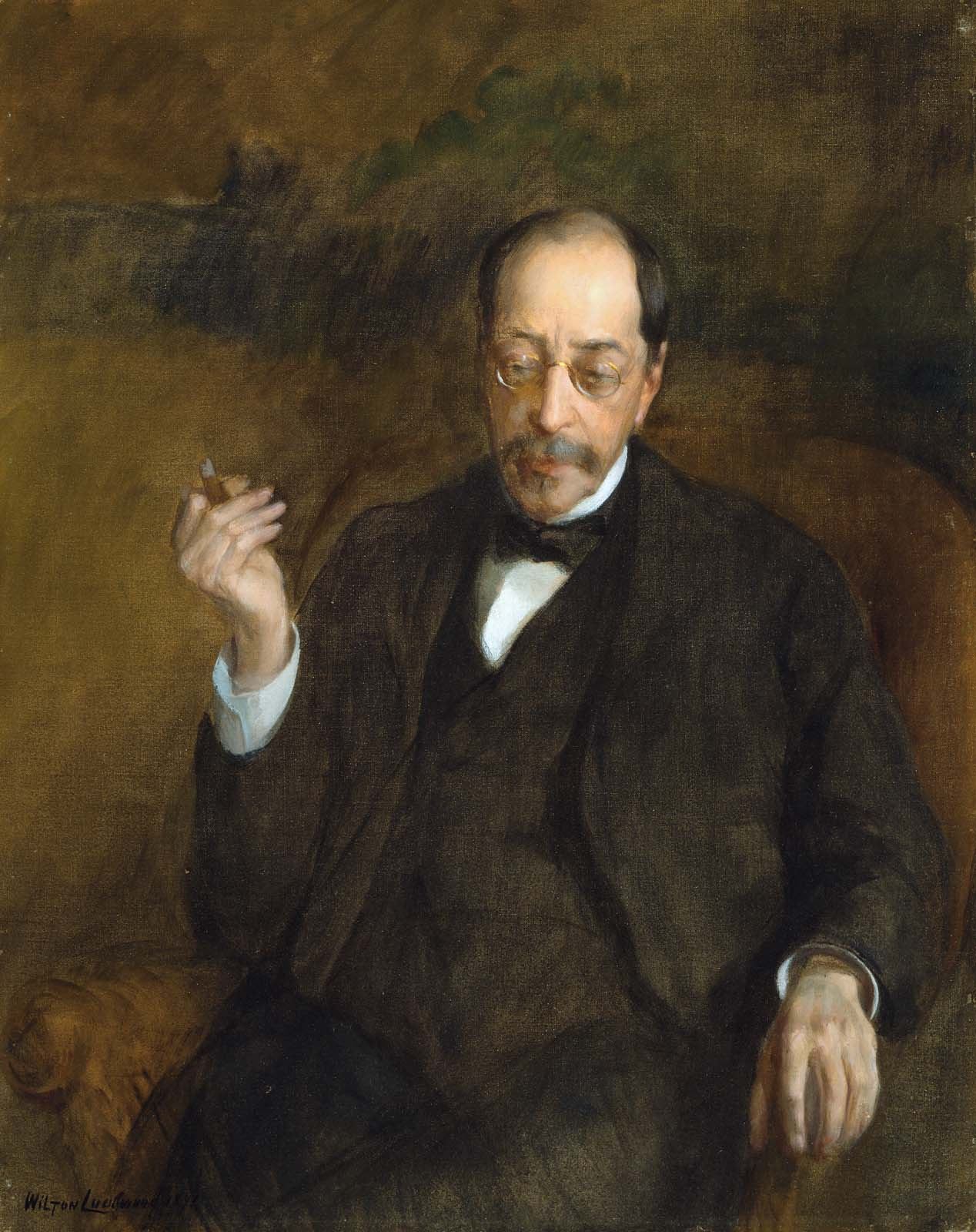
John La Farge (1891)

(pinchar sobre la imagen para agrandar) 